# Золотинка (Средиземье)
Золоти́нка (англ. Goldberry, варианты перевода — Златеника, Златовика, Голдберри) — персонаж романа Дж. Р. Р. Толкина «Властелин колец», также появляется в стихотворениях «Приключения Тома Бомбадила» и «Once Upon a Time» (рус.  «Однажды»). Прозвана «дочерью реки» (англ. River-woman's daughter) и тесно связана с водной стихией, является женой Тома Бомбадила. Её истинная природа так же таинственна, как и у её мужа.

## Имя
Имя Goldberry в переводе с английского языка означает «золотая ягода». Джон Боуэрс предполагает, что это имя связано с омелой из кельтской мифологии, названной «с золотыми ягодами» (англ. gold-berried), которую рассматривает Джеймс Джордж Фрэзер в исследовании «Золотая ветвь». Существует несколько вариантов перевода слова на русский язык. В. Муравьёв и А. Кистяковский перевели имя как Золотинка, а в переводе Александра Грузберга применена транслитерация (Голдберри), но в редакции Е. Александровой, выпущенной в 2000 году, был использован вариант Златеника. В переводах Н. Григорьевой, В. Грушецкого и В. Каррика, М. Каменкович использованы архаичный корень «злат» и суффиксы, связанные с названиями ягод: в первом случае — -ник (в словах «клубника», «земляника», «черника»), во втором — -вик (в слове «ежевика»).

## Литературная биография

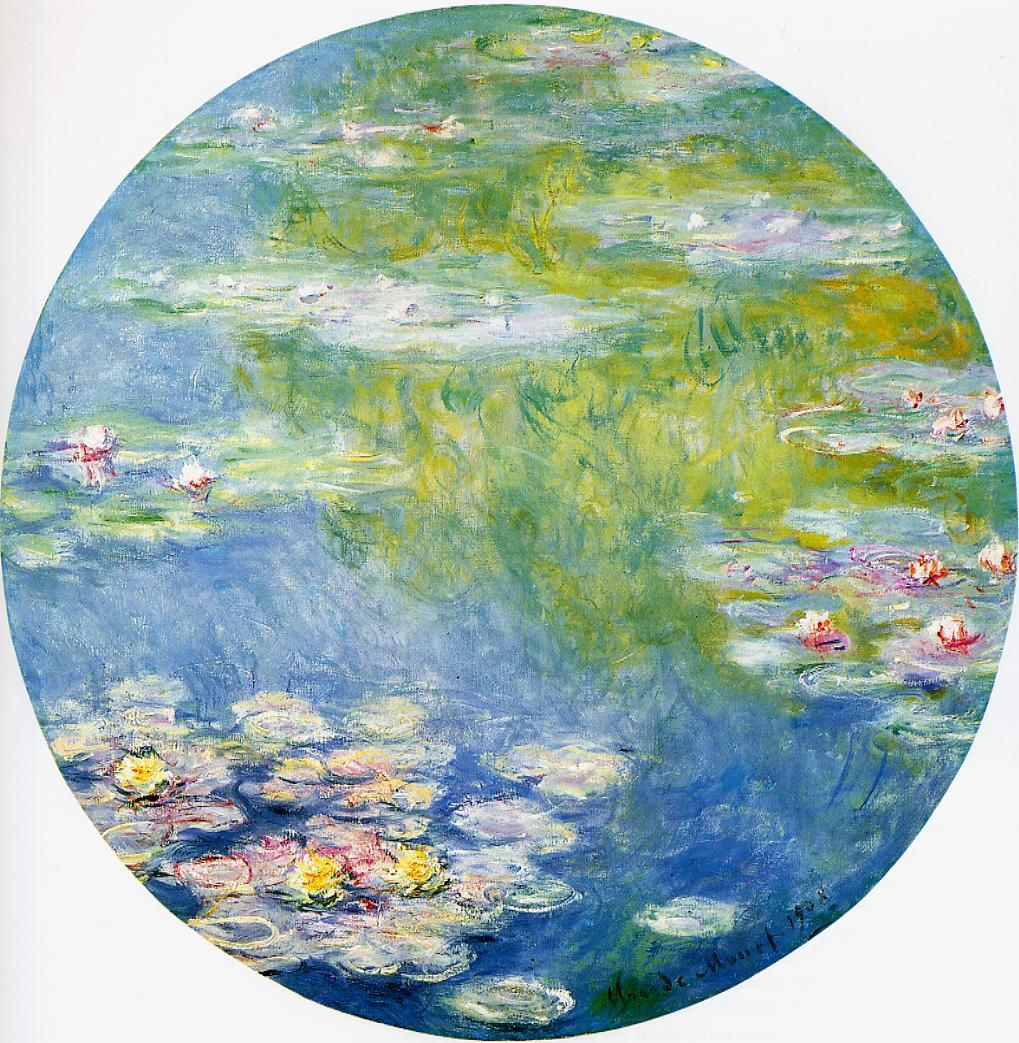
Водяные лилии (Клод Моне, 1908)

Золотинка впервые появляется в стихотворении «Приключения Тома Бомбадила», опубликованном в 1934 году (пересмотренный вариант вышел под тем же названием в сборнике стихов 1962 года). Среди других приключений в нём рассказывается о первой встрече Тома Бомбадила с Золотинкой, «дочерью реки» Ветлянки: она дёргает его за бороду, и он падает в реку. В конце стихотворения Бомбадил похищает Золотинку и женится на ней.

Её длинные золотые волосы струились по плечам, как речные волны, платье зеленело, как побеги тростника, и поблескивало серебром, как трава в росе, а пояс был из золота — цепочка ирисов с бледно-голубыми глазками незабудок. У её ног, в широких сосудах из зелёной и коричневой глины, плавали белые водяные лилии, отчего казалось, будто она восседает на троне посреди лесного пруда.— Первое появление Золотинки во «Властелине Колец».
Толкин Дж. Р. Р. Часть 1. Глава седьмая. В доме Тома Бомбадила // Властелин Колец. Книга I. Содружество Кольца / Пер. с англ. М. Каменкович, В. Каррика
.
Персонаж Золотинки вновь включён вместе с мужем во «Властелин Колец». Пара живёт в доме, расположенном на окраине Старого Леса, в котором Фродо, Сэм, Пиппин и Мерри отдыхали несколько дней. Золотинка сохраняет связь с природой в целом и особенно с водой: она окружена водяными лилиями, которые принёс ей Бомбадил, её платье «прошелестело, словно ветерок в цветущих речных травах», а звук её шагов напоминает «журчание ручейка, бегущего по камням в ночной тишине». Её значение в романе гораздо больше, чем в стихотворении 1934 года: теперь она выглядит как «юная и прекрасная эльфийская королева».
Золотинка появляется в последний раз в стихотворении «Once Upon a Time», которое, вероятно, было написано после «Властелина Колец» и опубликовано в 1965 году. Увенчанная шиповником, она стоит на берегу пруда и дует на одуванчик.

## Литературная критика
В письме Толкин объясняет, что события «Властелина Колец» происходят «не в „волшебной стране“, а в самом что ни на есть реальном краю рек осенней порой. Золотинка воплощает собой смену времён года в таких землях». Для многих исследователей творчества Толкина появление Золотинки во «Властелине Колец» предвосхищает Галадриэль: обе они кажутся молодыми эльфийскими королевами, живут в изолированных от внешнего мира лесах и связаны с водой. Золотинка сближает два типа женщин в романе — простых женщин Шира и Гондора (Рози Коттон, Иорет) и «англосаксонских, благородных женщин» (Галадриэль, Арвен и Эовин).
Природа Золотинки и Тома Бомбадила автором не объясняется. Джин Харгроув основывается на внешнем сходстве между Золотинкой и Валой Йаванной (обе светловолосые и одетые в зелёное), и их связью с царством растений; Том Бомбадил в таком случае является Валаром-кузнецом Аулэ, мужем Йаванны. Другие исследователи относят их к майар.
По причине её прозвания «Дочь реки» и связи с водной стихией Золотинку часто сравнивают с наядами и никсами. Связь с водой Золотинки также способствует сравнению Тома Бомбадила с Вяйнямёйненом из «Калевалы»: у обоих персонажей есть невеста, имеющая отношение к воде (у Вяйнямёйнена — Айно). Т. Дж. Тейлор отмечает связь особенностей Золотинки с древнегреческим мифом о Персефоне в том, как её захватывает Бомбадил и в её связи со сменой времён года, а также с Этайн, героиней ирландской мифологии. По мнению Джона Боуэрса, источником для образа Золотинки послужило стихотворение XIV века «The Maid of the Moor», которое в 1921 году было включено в сборник стихов и прозы XIV века под редакцией Кеннета Сайзема, преподавателя Толкина в Оксфордском университете. Подобный Золотинке персонаж есть в британских народных сказках — Сабрина, речная богиня из Северна, история которой была пересказана Гальфридом Монмутским и вошла в «Комос» Джона Мильтона. Кажущаяся невинность и «примитивность» пары, образованной Бомбадилом и Золотинкой, также вызвала сравнения с Адамом и Евой. Для Джозефа Пирса Золотинка и Том Бомбадил являются «непадшими созданиями».
По мнению Изабель Пантен, эпизоды с участием Золотинки во «Властелине Колец» напоминают отрывок из рассказа «Золотой ключ» Джорджа Макдональда. В романе Толкина, после спасения от Старой Ивы хоббиты находят убежище в доме Тома Бомбадила, жена которого была в зелёном платье и сидела возле сосудов с кувшинками, а героиню Макдональда после того, как она едва не была задушена деревом, приютила женщина в зелёном платье, в доме которой был бассейн с рыбами.
Кристина Юнгберг утверждает, что Золотинка является одной из трёх божеств природы, которые находятся на стороне Добра: она представляет собой имманентную богиню наряду с Элберет — трансцендентной богиней и Галадриэль, которая сочетает в себе эти два аспекта.

## Образ Золотинки в адаптациях
Золотинка изображена на иллюстрациях Теда Несмита, Грега и Тима Хильдебрандтов, Алана Ли и Анке-Катрин Эйсманн. Художник Ангус Макбрайд создал её изображение для настольной игры Middle-earth Collectible Card Game.
В первой радиопостановке «Властелина Колец» 1955 года Золотинка была представлена дочерью Тома Бомбадила: в романе их отношения не были чётко определены и у продюсера Теренса Тиллера сложилось ошибочное представление о ней. Эта ошибка больше всего не понравилась Толкину, но он признаёт, что не учёл отсутствие во «Властелине Колец» описания событий, упомянутых в стихотворении 1934 года. В радиопостановке «Сказок Волшебной страны» эпизод «Приключения Тома Бомбадила» содержит главы из романа с участием Тома и Золотинки, не вошедшие в постановку «Властелина Колец» 1981 года.
Образы Тома Бомбадила и Золотинки на экране можно встретить, пожалуй, только в фильме-спектакле ленинградского телевидения «Хранители» 1991 года, где роль Золотинки исполнила Регина Лялейките. А вот в кинотрилогии «Властелин Колец» Питера Джексона Золотинка и Том не появляются, сам режиссёр объяснил, что причиной отсутствия этих персонажей в фильме стало то, что они «никак не продвигают сюжет», основанный на путешествии Фродо.
В игре The Fellowship of the Ring Золотинка озвучена Кэт Сьюси и появляется как неигровой персонаж в доме Тома Бомбадила. В одном из заданий Фродо должен собрать для неё водяные лилии. В многопользовательской ролевой игре «Властелин Колец Онлайн» Золотинку можно найти в локации «Источник Золотинки» в Старом Лесу. В игре также присутствует её сестра Нарухэль (англ. Naruhel), которой нет в легендариуме Толкина.
Несколько статуэток Золотинки созданы ирландской компанией Mithril Miniatures. Компания Games Workshop выпустила статуэтки Тома Бомбадила и Золотинки для настольной игры The Lord of the Rings Strategy Battle Game.